# Jealous Husbands
Jealous Husbands er en amerikansk stumfilm fra 1923 af Maurice Tourneur.

## Medvirkende
- Earle Williams som Ramón Martinez
- Jane Novak som Alice Martinez
- Ben Alexander som Bobbie
- Marion Feducha som Sliver
- George Siegmann som 'Red' Lynch
- Emily Fitzroy som Amaryllis
- Bull Montana